# Vladislavci
Vladislavci (srbsky Владиславци, maďarsky Lacháza) jsou vesnice a správní středisko stejnojmenné opčiny v Chorvatsku v Osijecko-baranjské župě. Nachází se asi 15 km jihozápadně od Osijeku. V roce 2011 žilo ve Vladislavcích 1 073 obyvatel, v celé opčině pak 1 882 obyvatel.
Součástí opčiny jsou celkem tři obydlené vesnice.
- Dopsin – 482 obyvatel
- Hrastin – 327 obyvatel
- Vladislavci – 1 073 obyvatel

Opčinou procházejí župní silnice Ž4109 a Ž4110. Jižně od Vladislavců protéká řeka Vuka.